# Чуйков, Александр Александрович
Алекса́ндр Алекса́ндрович Чуйко́в (4 апреля 1936, Рязань — 23 сентября 2015, Тверь) — советский и российский актёр театра и кино, драматург, театральный режиссёр и педагог. Народный артист РСФСР (1986).

## Биография
Александр Чуйков родился 4 апреля 1936 года в Рязани. 
Начиная с 1960 года, работал в театрах Рязани, Калуги, Ульяновска. С 1974 года он состоял в труппе Тверского театра драмы.
В 1975 году окончил ГИТИС.
Автор пьес: «Об уличном фонаре», «Верен тебе», «Не спится ночами», которые были поставлены на сцене Ульяновского и Тверского театров.
Супруга — театральный режиссёр, народная артистка РСФСР Вера Ефремова (1929—2021).
В 1996 году на сцене МХАТ им. А. П. Чехова в рамках программы «Национальное достояние России» состоялся бенефис актёра в спектакле «Анна Каренина».
В 1999 году за исполнение роли Каренина выдвигался на соискание Государственной премии России.
Преподавал на Тверском курсе Высшего театрального училища им. Щепкина, профессор.
На сцене Тверского драматического театра поставил спектакли: «Волки и овцы», «Бешеные деньги», «Женитьба Белугина» А. Н. Островского, «Чайка», «Дядя Ваня» А. П. Чехова, «Милый друг» Мопассана, «Эксперименты доктора Ариэля» Алехандро Касоны, «Две женщины» Тургенева, «Любовь пани Конти» Заградника, «Так и будет» Симонова, «Любовь Маргариты Готье» Дюма-сына, «Собака на сене» Лопе де Вега.
С 1988 года возглавлял Тверское отделение Союза театральных деятелей России.
Скончался в результате продолжительной болезни 23 сентября 2015 года в Твери на 80-м году жизни.
Прощание с актёром состоялось 28 сентября в Тверском театре драмы. Похоронен на Дмитрово-Черкасском кладбище Твери.

## Признание и награды
- Заслуженный артист РСФСР (1978)[1]
- Народный артист РСФСР (1986)
- Орден Почёта (1996)[1][4]
- Лауреат премии губернатора Тверской области за 2006 и 2007 гг. в номинации «Театральное искусство»[1]
- Почётный гражданин Тверской области[1].

## Творчество

### Роли в театре

#### Рязанский государственный областной театр драмы
- «Белеет парус одинокий» В. П. Катаева — Жуков[1]
- «Варвары» М. Горького — Гогин
- «Любовь Яровая» К. А. Тренёва — Швандя

#### Калужский областной драматический театр
- «В день свадьбы» В. С. Розова — Михаил

#### Ульяновский областной драматический театр
- «Дело Артамоновых» М. Горького — Никита
- «Поднятая целина» М. А. Шолохова — Давыдов
- «Униженные и оскорблённые» Ф. М. Достоевского — Маслобаев
- «Бешеные деньги» А. Н. Островского — Васильков
- «Долги наши» Э. Я. Володарского — Крутов

#### Тверской областной академический театр драмы
- «Вишнёвый сад» А. П. Чехова — Лопахин[1]
- «Имя твоё» П. Л. Проскурина — Дерюгин
- «Последняя жертва» А. Н. Островского — Флор Федулыч Прибытков
- «Волки и овцы» А. Н. Островского — Лыняев
- «Любовь под вязами» Ю. О’Нила — Кэбот
- «Баня» В. В. Маяковского — Победоносиков
- «Чайка» А. П. Чехова — Дорн
- «Бесприданница» А. Н. Островского — Мокей Пармёныч Кнуров
- «Лев Гурыч Синичкин» Д. Т. Ленского — Синичкин
- «Анна Каренина» Л. Н. Толстого —  Каренин
- «Женитьба» Н. В. Гоголя — Яичница
- «Обрыв» И. А. Гончарова — Тушин
- «Укрощение укротителя» Флетчера — Петроний
- «Вишнёвый сад» А. П. Чехова — Гаев
- «Елизавета против Елизаветы» Шиллера — Барон Берли
- «Любовь пани Конти» О. Заградника — Франтишек Абель
- «Без вины виноватые» А. Н. Островского — Дудукин
- «На всякого мудреца довольно простоты» А. Н. Островского — Крутицкий
- «Двенадцатая ночь» Шекспира — Мальволио
- «Не разрушай моих надежд» А. Н. Островского — Стыров
- «Любовь Маргариты Готье» Дюма-сына — Жермон Дюваль
- «Шутки в глухомани» И. Н. Муренко — Самсон Стручков
- Женитьба Белугина А. Н. Островского — Гаврила Пантелеич Белугин
- «Маскарад» М. Ю. Лермонтова — Неизвестный

### Фильмография
- 1976 — Долги наши
- 1979 — Старые долги
- 1982 — Красные колокола — Гучков
- 1993 — Серые волки — Воробьёв